# Lorenzo Mongiardino
Renzo (Lorenzo) Mongiardino (Genova, 12 maggio 1916 – Milano, 16 gennaio 1998) è stato un architetto e scenografo italiano.
È stata una delle personalità più singolari della cultura italiana del secondo dopoguerra.
Ha ricevuto due nomination al Premio Oscar nella categoria migliore scenografia.

## Biografia

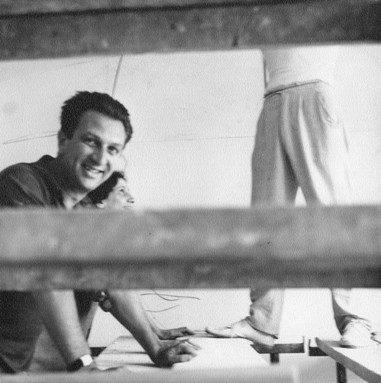
Renzo Mongiardino con Lila de Nobili, inizio anni '70

Nel 1936 si trasferisce a Milano per studiare Architettura e nel 1942 si laurea al Politecnico milanese con Giò Ponti.
Dal 1944 collabora con numerosi articoli alla rivista Domus e intraprende la sua multiforme attività professionale rivolta soprattutto alla creazione di ambienti, domestici e teatrali.
Dagli inizi degli anni '50 comincia ad affermarsi come architetto, lavorando nella sua casa-studio di Milano in viale Bianca Maria.
Realizza alcune delle case più affascinanti della seconda metà del XX secolo destinate ad una clientela internazionale e prestigiosa di colti collezionisti e grandi imprenditori tra cui Thyssen, Onassis, Agnelli, Moratti, Zanussi, Versace, Rothschild e Hearst.
Dalla fine degli anni ‘50 inizia la sua attività di scenografo per il teatro e per il cinema con Franco Zeffirelli, Peter Hall, Giancarlo Menotti, Raymond Rouleau.
Nel 1993 Mongiardino pubblica, edito da Rizzoli, “Architettura da camera”, una serie di lezioni-racconto nelle quali rivela alcuni dei canoni della sua architettura di interni, senza mai dimenticare di fare cenno ai suoi insostituibili artigiani, preziosi collaboratori che sanno trasformare in realtà la magia di un progetto, a lui legati da “quell'affinità elettiva a cui si giunge dopo anni di collaborazione in un esercizio continuo di affettuosa comprensione”.
Dopo l'incendio del Teatro la Fenice di Venezia del 1996, Gae Aulenti gli affida il progetto per la ricostruzione degli interni del teatro, progetto che non sarà portato a compimento.
La figlia Maria ha donato l'intero archivio della sua opera alla Civica Raccolta “Achille Bertarelli” del Castello Sforzesco di Milano. Vi sono raccolti più di trentamila disegni, bozzetti, campioni di tessuti e fotografie.

## Stile

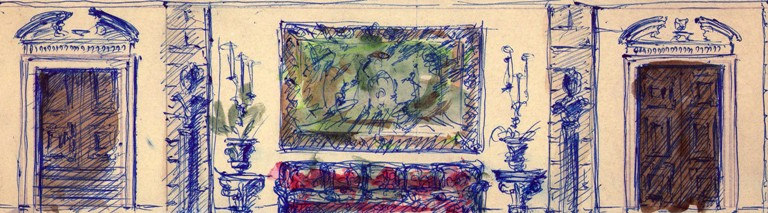
Progetto di Renzo Mongiardino per un salone (1)

Gli anni in cui Mongiardino comincia a lavorare sono quelli del Movimento Moderno, ma dall'onda di piena del nuovo egli si mette subito al riparo, paventandone gli effetti, intravedendone la sotterranea aridità. L'istinto lo riporta altrove, a cercare l'armonia dell'antico che riprende e reinventa in maniera del tutto originale.
Il carattere privato di queste opere e la loro natura, in un certo senso a termine, destinata a non andare molto al di là dei limiti di una vita umana, fanno sì che il nome di Mongiardino rischi di non corrispondere a qualcosa di preciso, ma valga solo come evocazione del mondo dei “ricchi e famosi”. Non esistono infatti opere pubbliche di Mongiardino, ad eccezione di due palazzi realizzati a Milano (in via Donizetti e in via Borgonuovo), il restauro di alcuni grandi alberghi (Carlyle a New York, Kulm Hotel a Sankt Moritz, Plaza a Roma), un ristorante (“Da Giacomo” a Milano) e alcuni negozi. 
Queste opere corrispondono però in maniera solo parziale al filone principale della ricerca di Mongiardino, rivolta quasi esclusivamente all'allestimento di spazi domestici, tramite un'attenta combinazione tra la ricerca di proporzioni armoniche e un amore per la minuziosa esecuzione di ogni dettaglio.

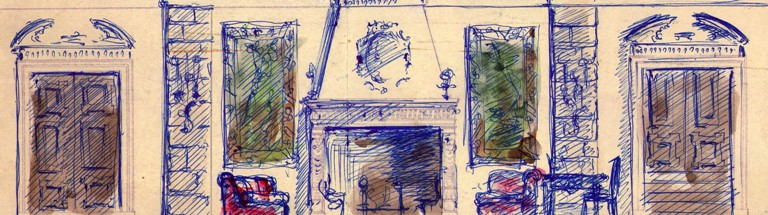
Progetto di Renzo Mongiardino per un salone (2)

Prima di lui si facevano le case “in stile”. Mongiardino rivoluziona il metodo. Scrive: “Le case non si arredano, si creano considerando la struttura, l'ossatura, la bellezza intrinseca, quando c'è. Crediamo di poter inventare una casa nuova, un modello universale che possa ripetersi identico a Napoli quanto a Stoccolma. Ma la casa non è un'invenzione, è sempre lo stesso rifugio dove l'uomo ha bisogno di riparare perché è stanco, perché ha fame, perché ha sonno. Le case antiche erano costruite sulla misura di queste necessità concrete, esprimevano l'autenticità del bene d'uso e gli stessi limiti imposti dai materiali e dalle tecnologie disponibili sollecitavano la ricerca della bellezza nella funzione”.
Abilissimo creatore di spazi spettacolari, ha saputo accostare oggetti comuni e di antiquariato, in un gioco magistrale di tessuti preziosi o dipinti, pannelli scolpiti e non e una gamma di trompe l'oeil, grazie ai quali otteneva capolavori con materiali poveri.
Degno di nota è l'intervento di ristrutturazione d'interni della Casa Scaccabarozzi a Torino, avviato nel 1979 e conclusosi nel 1982.
Fondamentale nella sua opera è però la determinazione degli spazi, la ricerca di un equilibrio di proporzioni che deve precedere la decorazione. Proprio di questo tratta il suo libro “Architettura da camera”.
Solo successivamente Mongiardino inseriva, con una sensibilità da scenografo, oggetti falsi e oggetti veri, presentati senza gerarchie di valori, in un allestimento in cui ogni oggetto andava ad occupare il suo spazio naturale.

## Scenografie per il teatro
- Don Pasquale (1958) regia di Franco Zeffirelli, Teatro Carlo Felice di Genova
- Due Gentiluomini di Verona (1960) Regia di Peter Hall, Shakespeare Memorial Theatre, Stratford-upon-Avon
- Ruy Blas (1960) regia di Raymond Rouleau, Parigi, Comédie Francaise
- L'occasione fa il ladro (1962), regia di Beppe Menegatti, Teatro alla Piccola Scala, Milano
- The Great Gala (1962), regia di Franco Zeffirelli, Royal Albert Hall, Londra
- Tosca (1964) regia di Franco Zeffirelli, Covent Garden, Londra
- Non si sa come (1966-67) regia di Luigi Squarzina, Teatro Stabile, Genova
- Il furioso all'isola di San Domingo (1967), regia di Giancarlo Menotti, Festival dei Due Mondi, Spoleto
- Schiaccianoci (1967), coreografia di Rudolf Nureyev, Opera Reale Svedese, Stoccolma
- Don Pasquale (1968), regia di Giancarlo Menotti, Staatsoper, Amburgo
- L'uomo più importante' (1971), regia di Giancarlo Menotti, Teatro Verdi, Trieste
- Traviata (1972) regia di Giancarlo Menotti, Teatro la Fenice, Venezia
- Un ballo in maschera (1972) regia di Franco Zeffirelli, Teatro alla Scala, Milano
- Evgenij Onegin (1996) regia di Giancarlo Menotti, Festival dei Due Mondi, Spoleto

## Scenografie per il cinema
- La bisbetica domata (1967), regia di Franco Zeffirelli. Nomination Academy Awards per la Scenografia
- Romeo e Giulietta (1968), regia di Franco Zeffirelli
- Fratello sole, sorella luna (1972), regia di Franco Zeffirelli. Nomination Academy Awards per la Scenografia
- Al di là del bene e del male (1977), regia di Liliana Cavani

## Oggetti di design
- Maniglie per porte ecc. per la ditta "Valli & Valli", serie M Novantotto
- Divani, poltrone e sedie in midollino per la ditta "Vittorio Bonacina", serie Fidia, Crochet, Lisippo, 978, Arpa e Antica. Nonché la rivisitazione dei pezzi di archivio insieme al designer Mario Bonacina.

## Filmografia scelta
Mongiardino fu nominato al Premio Oscar per la migliore scenografia per i seguenti film:
- Fratello sole, sorella luna (1972)
- La bisbetica domata (1967)